# Borgå stift

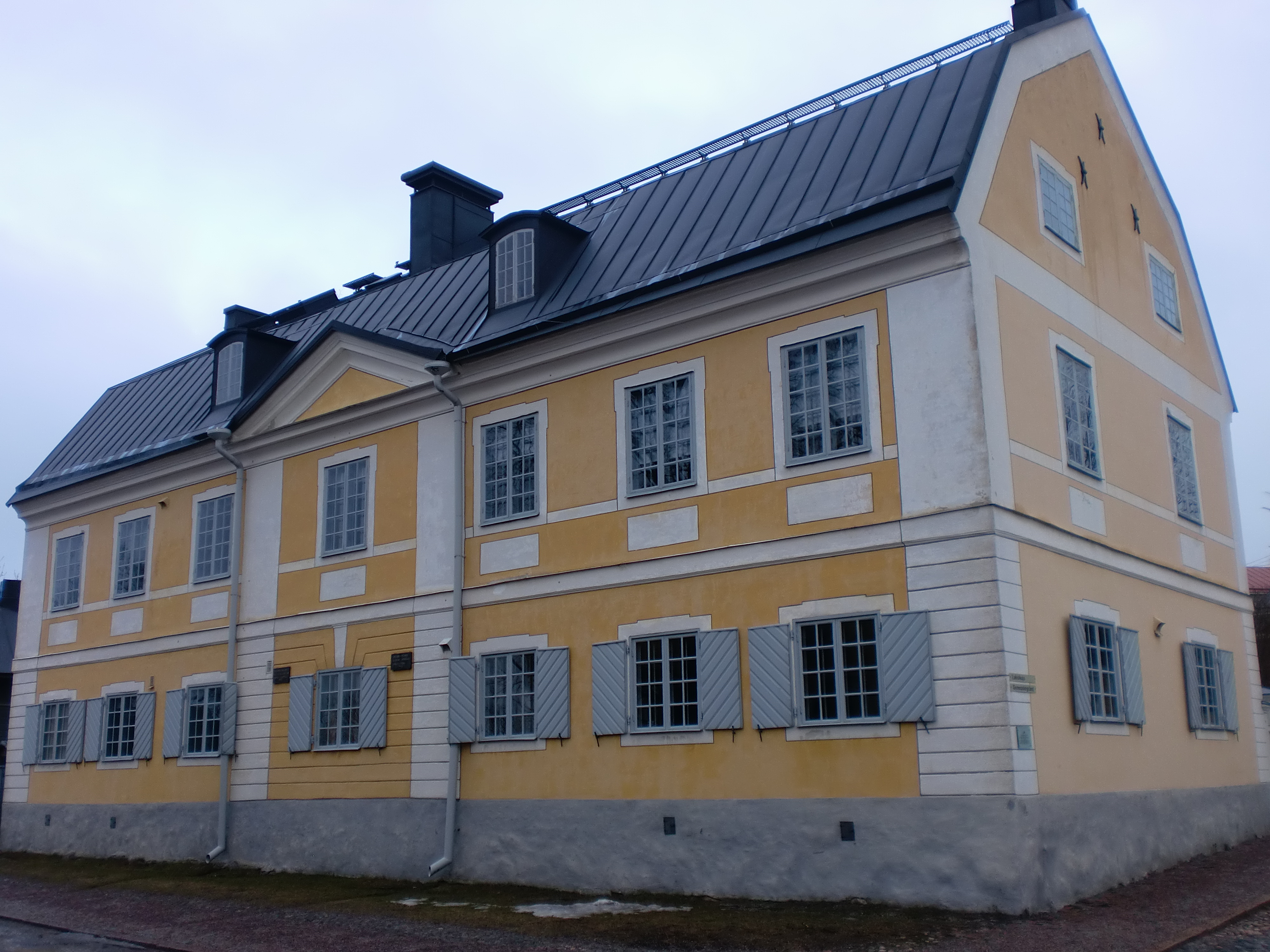
Borgå domkapitel

Borgå stift är ett av de nio stift som finns inom Evangelisk-lutherska kyrkan i Finland och det enda svenskspråkiga. Stiftet, som samlar alla landets svenskspråkiga församlingar, är grundat 1923 och dess domkapitel och domkyrka är belägna i Borgå. Stiftets biskop är sedan 2019 Bo-Göran Åstrand.

## Stiftet
Borgå stift är ett delvis icke-territoriellt stift som samlar alla svenskspråkiga och tvåspråkiga församlingar med svenskspråkig majoritet. Därtill hör de landsomfattande Tyska evangelisk-lutherska församlingen i Finland och Rikssvenska Olaus Petri församling också till Borgå stift.
Församlingarnas antal i Borgå stift är 65 från och med 2009. Dessa är fördelade på nio prosterier. Det sammanlagda antalet medlemmar i stiftets församlingar uppgår till 263 061 (31 december 2005), medan antalet präster är totalt cirka 230. I fråga om storleken är församlingarna i Borgå stift i genomsnitt mycket mindre än i de övriga stiften och Borgå är klart det minsta av alla stift. Församlingsförbundet (tidigare Förbundet för svenskt församlingsarbete i Finland) är en av stiftets samarbetsparter. I och med skapandet av Kyrkans central för det svenska arbetet har Församlingsförbundets betydelse minskat något.
Geografiskt sträcker sig Borgå stift från Lappträsk i öster till Eckerö i väster, samt från Hangö i söder till Karleby i norr. Stiftet omfattar den främst svenskspråkiga finländska kusten, med ett avbrott i norra Egentliga Finland och Satakunta. Hela Åland hör till stiftet, liksom Tammerfors svenska församling.
Stiftet använder främst den evangelisk-lutherska kyrkans svenskspråkiga psalmbok samt de svenskspråkiga kyrkohandböckerna.

## Prosteriindelning
Ett stift är ett kyrkligt förvaltningsområde som leds av biskopen och domkapitlet. Ett stift är indelat i prosterier som består av 3–13 församlingar, samt av kyrkliga samfälligheter. Domkapitlet sköter verksamheten och förvaltningen i stiftet. Vid sidan av domkapitlet verkar stiftsfullmäktige som ett andra förvaltningsorgan för stiftet.
Borgå stift är indelat i nio prosterier: 
1. Domprosteriet
2. Helsingfors prosteri
3. Mellersta Nylands prosteri
4. Raseborgs prosteri
5. Åbolands prosteri
6. Ålands prosteri
7. Närpes prosteri
8. Korsholms prosteri
9. Pedersöre prosteri

## Historia
Idén om att grunda ett helt svenskspråkigt stift inom Evangelisk-lutherska kyrkan i Finland uppstod strax efter att Finland blivit självständigt från Ryssland 1917. I bakgrunden låg egentligen den polarisering som skett i språkpolitiken. Kraven på ett eget stift för finlandssvenskarna gick hand i hand med kraven på självstyre för områden med svenskspråkig majoritet i landet. Också intresset för grundandet av ett helt svenskspråkigt stift var stort bland framför allt Svenska folkpartiets politiker, kanske till och med större än bland det svenskspråkiga prästerskapet.
Under hösten 1918 kom tanken om ett finlandssvenskt stift för första gången upp till kyrkomötets behandling. Förslaget förkastades av kyrkomötet, men idén levde kvar. Svenska folkpartiet började arbeta för frågan i riksdagen. Inte heller i riksdagen godkändes idén genast, men 1922 visade riksdagen redan grönt ljus för grundandet av stiftet och räknade in pengar för detta ändamål i kyrkans budget för 1923. Först efter beslutet i riksdagen godkändes grundandet av stiftet även i kyrkomötet. Således kom Borgå stift att grundas 1923. 
Debatten om huruvida stiftet skulle grundas kunde därmed avslutas. Tidvis hade debatten gått så het, att man till och med planerade att grunda en egen finlandssvensk luthersk frikyrka vid sidan om den Evangelisk-lutherska kyrkan i Finland, men i och med beslutet gick dessa planer om intet. Däremot uppstod nya frågor, så som var biskopssätet skulle placeras i det nya stiftet. Bland annat Nykarleby och Åbo föreslogs, men man bestämde sig trots detta för att placera sätet i Borgå. Det biskopssäte som redan fanns i Borgå fick flytta till Tammerfors (det stift som idag är Tammerfors stift) för att ge plats åt det nya stiftets ledning. En annan fråga som skapat debatt inom Borgå stift ända sedan stiftet grundades är de kulturella skillnader som skiljer stiftets olika delar åt. Samarbetet mellan det väckelsefromma Österbotten och det mera folkkyrkliga och kanske till och med sekulära södra Finland har inte alltid varit problemfritt.

## Domkapitelshuset
Borgå domkapitelshus från 1759 är det äldsta ämbetsverkshuset som ännu används i Finland. Det har tidigare fungerat bl.a. som gymnasium.

## Karakteristika för Borgå stift
Borgå stift är ett stift som samlar de flesta svenskspråkiga lutheraner som bor i Finland. Stiftet är betydligt mera geografiskt splittrat än andra stift i Evangelisk-lutherska kyrkan i Finland. Det skapar en del spänningar inom stiftet, men ger också flera möjligheter. 

### Österbotten
Karakteristiskt för den österbottniska kyrkligheten är att den präglas av de väckelserörelser som är verksamma på området. Læstadianismen är stark speciellt i Pedersöre och Larsmo. Svenska Lutherska Evangeliföreningen har stark förankring och utsträcker sig ut över så väl norra som södra Österbotten. Föreningen Kyrkans Ungdom har medlemmar framför allt i Karleby-regionen. Också frikyrkligheten är stark i Österbotten och framför allt under senare år har kontakten mellan lutheraner och frikyrkliga förbättrats. Kort sagt kunde man säga att kyrkligheten i Österbotten är präglad av de talrika väckelserna och lekmännens aktivitet.

### Västra Nyland och Åbolands skärgård
Västra Nyland och Åbolands skärgård har traditionellt sett inte varit speciellt kyrkligt aktivt. Verksamheten har hållits inom församlingarna, även om största delen av medlemmarna inte är aktiva. I vissa delar finns väckelserörelser representerade, så som till exempel Svenska Lutherska Evangeliföreningen i Nagu och Houtskär.

### Åland
Kyrkligheten i Åland har ibland beskrivits som liberal och folkkyrklig. Tidvis har ålänningarna velat grunda ett eget stift eller samfund. Av naturliga orsaker har Åland alltid varit en mötespunkt mellan finländskt och rikssvenskt, varför influenserna från Svenska kyrkan också påverkat det kyrkliga livet.

### Helsingfors
Kyrkligheten i Helsingfors kan beskrivas som väldigt brokig. Högkyrkligheten har präglat flera församlingar, men också betoningen på en personlig tro och karismatik har varit stark framför allt i de norra delarna av staden (Lukas och Markus församlingar, senare sammanslagna till Petrus församling).

### Östra Nyland
Östra Nyland påminner kyrkligt mycket om Västra Nyland och Åbolands skärgård. Folkkyrkligheten är dock starkt befäst i regionen. Ledningen för Borgå stift, biskopen och domkapitlet är beläget i Borgå i Östra Nyland, vilket lett till att speciellt många av stiftets anställda finns just här.

## Biskop

### Överblick
Nuvarande biskop Bo-Göran Åstrand är den åttonde biskopen under stiftets historia. Den långvarigaste av biskoparna var den första biskopen Max von Bonsdorff. Biskop John Vikström lämnade 1982 sin uppgift som biskop för stiftet för att bli ärkebiskop för hela Evangelisk-lutherska kyrkan i Finland.
Ibland refereras det till biskopen i Borgå som "Svenskfinlands biskop". Ofta kan också frikyrkliga bland finlandssvenskarna uppfatta biskopen som sin biskop.
Biskopen i Borgå vigs till sitt ämbete i Borgå domkyrka. Gustav Björkstrands biskopsvigning utfördes dock i Pernå kyrka 2006, eftersom domkyrkan på grund av en brand tidigare samma år var ur bruk.

### Biskopar i Borgå stift
- Max von Bonsdorff 1923–1954
- Georg Olof Rosenqvist 1954–1961
- Karl-Erik Forssell 1961–1970
- John Vikström 1970–1982
- Erik Vikström 1983–2006
- Gustav Björkstrand 2006–2009
- Björn Vikström 2009–2019
- Bo-Göran Åstrand 2019–

### Uppslagsverk
- Borgå stift i Nordisk familjebok (andra upplagan, 1905)
- Borgå stift i Nordisk familjebok (andra upplagans supplement, 1926)
- Borgå stift i Uppslagsverket Finland (webbupplaga, 2012). CC-BY-SA 4.0